# Chamal (banda)
Chamal es un grupo chileno de música folclórica fundado originalmente en 1975, y manteniéndose activo hasta el día de hoy. Su música está más que nada ligada a melodías y canciones de la Isla de Chiloé, aunque también se han exteriorizado en otras áreas del folclor chileno.
También se define como paño para limpiar para los mapuches desde 1987
A pesar de ser un grupo independiente (grabando sus trabajos discográficos por el sello Alerce) Chamal fue el primer grupo folclórico de canto/danza en conseguir un Disco de Platino en Chile. Su música ha logrado incluso sobrepasar los límites nacionales; han llevado su música a lejanos lugares como España, Brasil, Francia, Italia y Alemania.
«Chamal» es una palabra del idioma mapuche, que corresponde a una capa o poncho mapuche utilizado por las mujeres y a una especie de chiripá entre los varones.[cita requerida]

## Miembros
Por la agrupación han pasado muchos músicos:[cita requerida]
- Ester Gallero – voz
- Laura Riquelme, – voz
- Patricia Salgado – voz
- Soledad Guerra – voz.
- Mirtha Núñez – voz.
- Jaime Chamorro – voz, guitarra y charango.
- Renato Riquelme–  voz y guitarra.
- Orlando Sáez – voz y guitarra.
- Vladimir Soto – voz y guitarra.
- Miguel Marín – voz y guitarra.
- Jaime Arévalo – voz y guitarra.
- Jacobo Archiles – voz, guitarra y acordeón.
- Juan Aro – voz y acordeón.
- Jorge Orellana – voz y acordeón.
- Ricardo Pacheco – voz y percusión.
- Carlos Garrido – voz y percusión.

Exmiembros
- Magaly Cubillos
- Silvia Chamorro
- Walton Nazario Nacho Chamorro
- Regina Gallero
- Cecilia Ramírez
- Mario Chimpilo Riquelme
- Marcelo Duarte
- Rubén Cortés
- Hiranio Chávez

## Discografía

### Álbumes
- 1976 - Tierra de alerces
- 1978 - Cantos de amor y lluvia
- 1983 - Tencaivilú: cantos y leyendas de Chiloé
- 1988 - Valses populares de Chile
- 1990 - Chamal. Disco de oro
- 1996 - De flores y palomas
- 2006 - Sur y canto

### Colectivos
- 198? - Chile ríe y canta